# Nuthin' Fancy
Nuthin' Fancy é um álbum de 1975 do Lynyrd Skynyrd, o seu terceiro álbum de estúdio, e seu primeiro a chegar ao Top 10, atingindo um máximo de #9 na parada de álbuns dos EUA. Foi certificado Ouro em 1975 e Platina em 1987 pela RIAA. Este é o primeiro disco com o novo baterista Artimus Pyle e o último com o guitarrista Ed King até a reformulação da banda e o lançamento do Lynyrd Skynyrd 1991.

## Canções

### Lado A
1. "Saturday Night Special" (E. King, R. Van Zant) – 5:08
2. "Cheatin' Woman" (R. Van Zant, G. Rossington, A. Kooper)  – 4:38
3. "Railroad Song" (E. King, R. Van Zant)  – 4:14
4. "I'm a Country Boy" (A. Collins, R. Van Zant)  – 4:24

### Lado B
1. "On the Hunt" (A. Collins, R. Van Zant)  – 5:25
2. "Am I Losin'" (G. Rossington, R. Van Zant)  – 4:32
3. "Made in the Shade" (R. Van Zant)  – 4:40
4. "Whiskey Rock-a-Roller" (E. King, R. Van Zant, B. Powell)  – 4:33

### Relançamento com faixas bônus em 1999
1. "Railroad Song" (ao vivo) (E. King, R. Van Zant) - 5.27
2. "On the Hunt" (ao vivo) (A. Collins, R. Van Zant) - 6.10

## Personnel
- Ronnie Van Zant – Vocais
- Allen Collins – Guitarra Solo em "cheatin' woman", "railroad song" e "i'm a country boy".
- Ed King –  Guitarra Solo em "am i losin" Slide Guitar em "cheatin woman" e "i'm a country boy",
- Gary Rossington –  Guitarra Solo em "saturday night special", "on the hunt" e "made in the shade"
- Billy Powell – Teclado/Piano
- Leon Wilkeson – Baixo
- Artimus Pyle – Bateria, Percussão

Adicionais
- Barry Harwood – dobro, mandolin
- Jimmy Hall – harmônica
- David Foster – piano
- Bobbye Hall – percussão